# Peranema foeniculacea
Peranema foeniculacea là một loài thực vật có mạch trong họ Dryopteridaceae. Loài này được (Hook.) B.K. Nayar & S. Kaur miêu tả khoa học đầu tiên năm 1963.